# Молочай хрящеватый
Молоча́й хрящева́тый (лат. Euphōrbia glareōsa) — кустарник; вид рода Молочай (Euphorbia) семейства Молочайные (Euphorbiaceae).

## Ареал и среда обитания
Евроазиатский вид. Отмечен в Турции, Болгарии, на Украине, в России произрастает от лесов Кавказа до средней полосы.

## Описание
Многолетние растение. Кустарник. Высота до 40 см. Стебли многочисленные облиственные, образуют ажурный куст. Листья овальные, светло-зеленые.
Размножение семенное, до 33 семян на побег. В морозные зимы взрослые растения иногда вымерзают, но сеянцы остаются.
Цветение в июне — июле.

## Охрана
Включен в Красные книги следующих субъектов РФ: Калмыкия, Ставропольский край.

## Синонимика
Согласно данным The Plant List
- Euphorbia cadrilateri Prodán
- Euphorbia dobrogensis Prodán
- Euphorbia dobrogensis f. latibracteata Prodán
- Euphorbia glareosa subsp. cadrilateri (Prodán) Kuzmanov
- Euphorbia glareosa subsp. maleevii (Tamamsch.) Tamamsch.
- Euphorbia glareosa var. minor Boiss.
- Euphorbia glareosa var. varnensis Velen.
- Euphorbia maleevii Tamamsch.
- Euphorbia nicaeensis subsp. cadrilateri (Prodán) Kuzmanov
- Euphorbia nicaeensis subsp. dobrogensis (Prodán) Kuzmanov
- Euphorbia nicaeensis subsp. glareosa (Pall. ex M.Bieb.) Radcl.-Sm.
- Euphorbia nicaeensis subsp. maleevii (Tamamsch.) Oudejans
- Euphorbia nicaeensis f. varnensis (Velen.) Kuzmanov
- Euphorbia nicaeensis subsp. volgensis (Krysht.) Oudejans
- Euphorbia provincialis Noë ex Nyman
- Euphorbia pseudosaxatilis Kanitz
- Euphorbia pulverulenta Kit.
- Euphorbia volgensis Krysht.
- Galarhoeus glareosus (Pall. ex M.Bieb.) Prokh.
- Galarhoeus volgensis (Krysht.) Prokh.
- Tithymalus cadrilateri (Prodán) Soják
- Tithymalus dobrogensis (Prodán) Soják
- Tithymalus nicaeensis subsp. cadrilateri (Prodán) Soják
- Tithymalus nicaeensis subsp. glareosus (Pall. ex M.Bieb.) Soják
- Tithymalus volgensis (Krysht.) Prokh.